# Pencoed Castle
Pencoed Castle er ruinen af en befæstet Tudor-herregård fra 1500-tallet i sognet Llanmartin, umiddelbart vest for byen Newport, south Wales. Den ligger knap 1 km øst for landsbyen Llanmartin village, og 1 km sydøst for Llandevaud.
Den er opført på stedet , hvor en tidligere nomannisk borg blev bygget af Sir Richard de la More i 1270. Tårnet i det sydvestlige hjørne har bevarede ruiner fra slutningen af 1200-tallet.